# Jorge Enrique Jiménez Carvajal
Jorge Enrique Jiménez Carvajal, C.J.M. (Bucaramanga, 29 de março de 1942) é um prelado colombiano da Igreja Católica, arcebispo emérito de Cartagena.

## Biografia
Fez seus estudos sacerdotais de Filosofia na Pontifícia Universidade Javeriana de Bogotá e estudos teológicos no Seminário Maior da Congregação de Jesus e Maria de Bogotá. Em 17 de maio de 1964, professou solenemente os votos em sua Congregação e foi ordenado padre em Bucaramanga em 17 de junho de 1967.
Começou o seu ministério como Professor do Seminário Maior de Santa Rosa de Osos, foi formador do Seminário Eudista de Valmaría de Bogotá, chefe da secção caritativa da Comunidade Eudista de "Elmin de Dios" de Bogotá, diretor de estudos de o Instituto Teológico-Pastoral do CELAM de Medellín, Superior Provincial de sua Congregação na Colômbia e, de 1989 a 1991, Secretário da Conselho Episcopal Latino-Americano.
Foi nomeado pelo Papa João Paulo II como bispo de Zipaquirá em 9 de novembro de 1992, sendo consagrado em 12 de dezembro do mesmo ano, na Catedral de Zipaquirá, pelo cardeal Mario Revollo Bravo, arcebispo de Bogotá, coadjuvado por Paolo Romeo, núncio apostólico na Colômbia e por Juan Francisco Sarasti Jaramillo, C.I.M., bispo de Barrancabermeja. De 1995 a 1999 foi Secretário Geral do CELAM e de 1999 a 2003, foi seu Presidente.
Em 11 de novembro de 2002, Dom Jorge foi sequestrado por um comando armado das FARC. O prelado trafegava acompanhado de seu motorista, de um professor e do Pe. Desiderio Orjuela, pároco de Pacho. Ao chegar ao distrito de San Antonio de Aguilera, em Cudinamarca, seu veículo foi interceptado por um grupo de guerrilheiros. Estes liberaram o motorista e o professor, mas retiveram consigo os sacerdotes, avisando aos demais que deveriam tornar público o sequestro apenas quatro horas depois. Logo depois de produzir o sequestro, as autoridades colombianas puseram em marcha uma gigantesca operação que finalizou sete dias depois, com o resgate do Dom Jorge e seu acompanhante, além da captura de um dos sequestradores. Para a realizar contaram com a ajuda de um dos rebeldes sentenciados que se entregou à Polícia com antecedência. John Leider Sitiante e Carlos Yovanni Rodríguez, membros da frente "Estêvão Ramírez" das FARC, foram sentenciados a 31 anos de prisão pelo tribunal penal especial de Cundinamarca em janeiro de 2005.
Dom Jorge foi elevado a arcebispo coadjutor de Cartagena em 6 de fevereiro de 2004, sucedendo no governo da arquidiocese em 24 de outubro de 2005. Exerceu o cargo até 25 de março de 2021, quando teve sua renúncia aceita pelo Papa Francisco.
Durante o Regina Caeli de 29 de maio de 2022, o Papa Francisco anunciou sua criação como cardeal no Consistório realizado em 27 de agosto. Por ter mais de oitenta anos no momento do Consistório, é considerado emérito e não participa de um futuro Conclave. Recebeu o anel cardinalício, o barrete vermelho e o título de cardeal-presbítero de Santa Doroteia.